# Hadena canosticta
Hadena canosticta är en fjärilsart som beskrevs av Druce 1905. Hadena canosticta ingår i släktet Hadena och familjen nattflyn. Inga underarter finns listade i Catalogue of Life.